# 구창림
구창림(具昌林, 1941년 8월 15일 ~ 2017년 1월 25일)은 대한민국의 국회의원이다.

## 학력
- 경기중학교 졸업
- 경기고등학교 졸업
- 서울대학교 문리과대학 외교학 학사
- 서울대학교 대학원 석사

## 경력
- 동화통신 기자
- 대통령비서실 보도담당관
- 주튀니지대사관 공보관, 주베이루트대표부 공보관
- 주미국대사관 공보관, 공보관장
- 주유엔대표부 공보관
- 문화공보부 해외공보관 기획부장, 공보부 국장, 해외공보관 관장
- 21세기정책연구원 감사 겸 이사
- 민정당국제국장
- 국회의장비서실장
- 국회 통일외무위원회 간사
- 자민련 대변인, 서울영등포갑지구당 위원장, 정책자문위원회 부위원장

## 역대 선거 결과
|  | 38.50% |

|  | 12.87% |

## 같이 보기
- 대한민국 제14대 국회의원 선거 민주자유당 후보 목록#전국구
- 대한민국의 국회의장비서실장

## 가족 관계
- 배우자: 왕부령
  - 아들: 구현식, 구현우
  - 딸: 구현정